# Прокул (префект претория)
Прокул (лат. Proculus) — западноримский политический деятель первой половины V века.
О происхождении Прокула ничего неизвестно. В 422 году он занимал должность комита частного имущества на Западе. В 423 году Прокул находился на посту префекта претория Италии и Африки. К нему адресовано несколько законов из Кодекса Феодосия.